# 커비 헤이보른
커비 헤이본(Kirby Heyborne, 1976년 10월 8일 ~ )은 미국의 배우, 가수, 작곡가, 음악가이다.
에번스턴에서 태어났다.

## 영화
- 미드웨이 투 헤븐 (2011년)
- 스카우트 캠프 (2009년)
- 더 싱글 세컨드 워드 (2007년)
- 빌리브 (2007년)
- 더 베스트 투 이어스 (2004년)
- 리턴드 미셔너리 (2003년)
- 세인트 앤 솔저 더 비기닝 (2003년) - 오베론 윈리 역
- 싱글 워드 (2002년) - 댈런 마틴 역